# Giải bóng đá nữ bốn quốc gia
Giải bóng đá nữ bốn quốc gia là giải đấu bóng đá dành đội tuyển nữ mời tham gia các đội trên thế giới được tổ chức ở nhiều thành phố khác nhau của Trung Quốc kể từ năm 1998. Kể từ năm 2002, giải đấu được tổ chức hàng năm trừ năm 2010. Hoa Kỳ, Na Uy, Trung Quốc, Triều Tiên và Canada là những đội đã vô địch giải đấu này. Hoa Kỳ và Trung Quốc là những đội thành công nhất, đã 7 lần vô địch

## Kết quả
| Năm           | Địa điểm                    | Vô địch               | Á quân                | Hạng 3         | Hạng 4          |
| ------------- | --------------------------- | --------------------- | --------------------- | -------------- | --------------- |
| 1998 Chi tiết | Quảng Châu                  | · Hoa Kỳ ·            | · Na Uy ·             | · Trung Quốc · | · Thụy Điển ·   |
| 2002 Chi tiết | Quảng Châu                  | · Na Uy ·             | · Đức ·               | · Hoa Kỳ ·     | · Trung Quốc ·  |
| 2003 Chi tiết | Nghĩa Ô, Vũ Hán, Thượng Hải | · Hoa Kỳ ·            | · Trung Quốc ·        | · Đức ·        | · Na Uy ·       |
| 2004 Chi tiết | Thâm Quyến                  | · Hoa Kỳ ·            | · Trung Quốc ·        | · Thụy Điển ·  | · Canada ·      |
| 2005 Chi tiết | Tuyền Châu                  | · Trung Quốc ·        | · Úc ·                | · Đức ·        | · Nga ·         |
| 2006 Chi tiết | Quảng Châu                  | · Hoa Kỳ ·            | · Trung Quốc ·        | · Pháp ·       | · Na Uy ·       |
| 2007 Chi tiết | Quảng Châu                  | · Hoa Kỳ ·            | · Trung Quốc ·        | · Đức ·        | · Anh ·         |
| 2008          | Quảng Châu                  | · Hoa Kỳ ·            | · Trung Quốc ·        | · Canada ·     | · Phần Lan ·    |
| 2009 Chi tiết | Quảng Châu                  | · Trung Quốc ·        | · Hàn Quốc ·          | · Phần Lan ·   | · New Zealand · |
| 2011 Chi tiết | Trùng Khánh                 | · Hoa Kỳ ·            | · Canada ·            | · Thụy Điển ·  | · Trung Quốc ·  |
| 2012 Chi tiết | Trùng Khánh                 | · CHDCND Triều Tiên · | · Trung Quốc ·        | · Hàn Quốc ·   | · México ·      |
| 2013 Chi tiết | Trùng Khánh                 | · Na Uy ·             | · Canada ·            | · Trung Quốc · | · Hàn Quốc ·    |
| 2014 Chi tiết | Trùng Khánh                 | · Trung Quốc ·        | · CHDCND Triều Tiên · | · México ·     | · New Zealand · |
| 2015 Chi tiết | Thâm Quyến                  | · Canada ·            | · Hàn Quốc ·          | · México ·     | · Trung Quốc ·  |
| 2016 Chi tiết | Thâm Quyến                  | · Trung Quốc ·        | · México ·            | · Hàn Quốc ·   | · Việt Nam ·    |
| 2017 Chi tiết | Phật Sơn                    | · Trung Quốc ·        | · Thái Lan ·          | · Ukraina ·    | · Myanmar ·     |
| 2018 Chi tiết | Phật Sơn                    | · Trung Quốc ·        | · Thái Lan ·          | · Colombia ·   | · Việt Nam ·    |
| 2019 Chi tiết | Mai Châu                    | · Trung Quốc ·        | · Hàn Quốc ·          | · Nigeria ·    | · România ·     |

## Số liệu thống kê

### Hiệu suất theo đội
| Đội               | Số;ần tham dự | Vô địch | Á quân | Hạng 3 | Hạng 4 |
| ----------------- | ------------- | ------- | ------ | ------ | ------ |
| Trung Quốc        | 18            | 7       | 6      | 2      | 3      |
| Hoa Kỳ            | 8             | 7       | 0      | 1      | 0      |
| Na Uy             | 5             | 2       | 1      | 0      | 2      |
| Canada            | 5             | 1       | 2      | 1      | 1      |
| CHDCND Triều Tiên | 2             | 1       | 1      | 0      | 0      |
| Hàn Quốc          | 6             | 0       | 3      | 2      | 1      |
| Thái Lan          | 2             | 0       | 2      | 0      | 0      |
| Đức               | 4             | 0       | 1      | 3      | 0      |
| México            | 4             | 0       | 1      | 2      | 1      |
| Úc                | 1             | 0       | 1      | 0      | 0      |
| Thụy Điển         | 3             | 0       | 0      | 2      | 1      |
| Phần Lan          | 2             | 0       | 0      | 1      | 1      |
| Pháp              | 1             | 0       | 0      | 1      | 0      |
| Ukraina           | 1             | 0       | 0      | 1      | 0      |
| Colombia          | 1             | 0       | 0      | 1      | 0      |
| Nigeria           | 1             | 0       | 0      | 1      | 0      |
| New Zealand       | 2             | 0       | 0      | 0      | 2      |
| Việt Nam          | 2             | 0       | 0      | 0      | 2      |
| Anh               | 1             | 0       | 0      | 0      | 1      |
| Nga               | 1             | 0       | 0      | 0      | 1      |
| Myanmar           | 1             | 0       | 0      | 0      | 1      |
| România           | 1             | 0       | 0      | 0      | 1      |
| Tổng (22 đội)     | 72            | 18      | 18     | 18     | 18     |

## Thống kê chung
Tính đến năm 2018 
| Hạng | Đội               | Số lần | ST | T  | H  | L  | BT | BB | HS  | Đ  |
| ---- | ----------------- | ------ | -- | -- | -- | -- | -- | -- | --- | -- |
| 1    | Trung Quốc        | 17     | 51 | 26 | 12 | 13 | 78 | 38 | +40 | 90 |
| 2    | Hoa Kỳ            | 8      | 24 | 16 | 5  | 3  | 39 | 10 | +29 | 51 |
| 3    | Hàn Quốc          | 5      | 15 | 7  | 1  | 7  | 25 | 21 | +4  | 22 |
| 4    | Na Uy             | 5      | 15 | 6  | 4  | 5  | 19 | 21 | -2  | 22 |
| 5    | Canada            | 5      | 15 | 6  | 3  | 6  | 16 | 22 | -6  | 21 |
| 6    | Đức               | 4      | 12 | 3  | 6  | 3  | 9  | 7  | +2  | 15 |
| 7    | CHDCND Triều Tiên | 2      | 6  | 4  | 1  | 1  | 5  | 1  | +4  | 13 |
| 8    | México            | 5      | 15 | 3  | 2  | 7  | 10 | 15 | -5  | 11 |
| 9    | Thái Lan          | 2      | 6  | 3  | 1  | 2  | 8  | 5  | +3  | 10 |
| 10   | Thụy Điển         | 3      | 9  | 2  | 1  | 6  | 10 | 19 | -9  | 7  |
| 11   | Úc                | 1      | 3  | 2  | 0  | 1  | 6  | 3  | +3  | 6  |
| 12   | Colombia          | 1      | 3  | 1  | 1  | 1  | 3  | 3  | 0   | 4  |
| 13   | Phần Lan          | 2      | 6  | 1  | 1  | 4  | 4  | 12 | -8  | 4  |
| 14   | Pháp              | 1      | 3  | 0  | 3  | 0  | 2  | 2  | 0   | 3  |
| 15   | Ukraina           | 1      | 3  | 1  | 0  | 2  | 4  | 6  | -2  | 3  |
| 16   | Anh               | 1      | 3  | 0  | 2  | 1  | 1  | 3  | -2  | 2  |
| 17   | Nga               | 1      | 3  | 0  | 0  | 3  | 1  | 9  | -8  | 0  |
| 18   | Myanmar           | 1      | 3  | 0  | 0  | 3  | 0  | 9  | -9  | 0  |
| 19   | New Zealand       | 2      | 6  | 0  | 0  | 6  | 4  | 16 | -12 | 0  |
| 20   | Việt Nam          | 2      | 6  | 0  | 0  | 6  | 0  | 22 | -22 | 0  |